# Hidroxiesteroide

Pregnenolona

17-Hidroxipregnenolona

Un hidroxisteroide és una molècula derivada d'un esteroide amb un hidrogen reemplaçat per un grup hidroxil.